# Lower Courts (Namibia)
Die Lower Courts sind die niedere Gerichtsbarkeit in Namibia und erste Gerichtsinstanz. Berufungsinstanz ist der High Court. 
Die Lower Courts, auf Grundlage der namibischen Verfassung gegründet, befassen sich mit zivil- und strafrechtlichen Angelegenheiten. Der Streitwert vor den Gerichten darf 25.000 Namibia-Dollar nicht überschreiten. Zudem dürfen strafrechtliche Urteile eine maximale Freiheitsstrafe von fünf Jahren vorsehen. Hochverrat darf nicht vor den Lower Courts behandelt werden.
Hauptsächlich handelt es sich bei den Lower Courts um Magistratsgerichte. Sie sind über ganz Namibia verteilt (etwa 35 insgesamt). Diese sind in Regionen aufgeteilt:
- Keetmanshoop
- Oshakati
- Otjiwarongo
- Rundu
- Swakopmund
- Windhoek

Die Richter der Magistratsgerichte werden, anders als beim High Court oder Supreme Court, nicht vom Staatspräsidenten, sondern vom Justizministerium auf Vorschlag der Magistratskommission ernannt.
Weitere niedere Gerichte sind die Community Courts (Englisch für Kommunalgerichte). Sie haben nur das Recht, kommunale Entscheidungen unter traditionellen Gesetzgebungen innerhalb einer traditionellen Verwaltung zu fällen. Kommunalgerichte müssen vom Justizministerium zugelassen werden.

## Magistrat
Der Magistrat (englisch Magistrate) ist ein Laienrichter an einem Lower Court in Namibia. Seine Ernennung und Aufgaben ergeben sich aus dem Magistrates Act, 2003 mit Änderung 2014.
Der Magistrat arbeitet an einem Magistratsgericht, an dem er alle Rechte eines normalen Richters einnimmt. Dieser wird auf Bewerbung vom Chief Magistrate an die Magistratskommission weitergeleitet, die über eine Anstellung entscheidet. Je nach Position bzw. Erfahrung erhält ein Magistrat ein Jahresgehalt von knapp 86.500 bis zu knapp 351.000 Namibia-Dollar.